# British Comedy Awards 2000
La XI edizione dei British Comedy Awards si tenne nel 2000 e venne presentata da Jonathan Ross.

## Vincitori
- Miglior commedia televisiva esordiente - That Peter Kay Thing
- Miglior attore in una commedia televisiva - James Nesbitt
- Miglior attrice in una commedia televisiva - Sue Johnston
- Miglior debutto in una commedia televisiva - Rob Brydon
- Miglior personalità in una commedia televisiva - Graham Norton
- Miglior commedia televisiva - Dinnerladies
- Miglior programma di intrattenimento - The Big Impression
- Miglior show televisivo internazionale - I Simpson
- Migliore film commedia - East Is East
- Best Of British - The Vicar of Dibley
- People's Chiose - SMTV Live
- Premio WGGB per il miglior commediografo - Victoria Wood
- Premio alla carriera - Alan Bennett